# Kərimbəyli (Şərur)
Kərimbəyli è un comune dell'Azerbaigian situato nel distretto di Şərur. La popolazione è di 1 744 abitanti.